# Skäppsjöbodarna
Skäppsjöbodarna är ett fäbodställe längs nordvästra stranden av Skäppsjön, Näsbygge fjärding, Siljansnäs socken, Leksands kommun.
Skäppsjöbodarna förefaller ha tillkommit efter jordrevningen 1670, det äldsta belägget på fäboden är från 1729. Då var byarna Almo och Alvik delägare. I samband med storskiftet på 1820-talet fanns 14 nominati som delägare, ingen åkermark fanns och fäbodarna fungerade som långfäbodar för alla delägarna. Här fanns 6 stugor och fyra olika byar som delägare.
Sista fäbodvistelse ägde rum 1907, slåttern upphörde på 1930-talet. Ännu finns dock en del äldre fäbodstugor bevarade liksom en del uthus, bland annat fyra fårhus. Senare har Skäppsjöbodarna blivit ett populärt fritidsställe, vilket lett till uppförande av flera nya fritidshus i området.
En stenåldersboplats har påträffats vid båthusplatsen vid Skäppsjön.